# Alekovo (Veliko Tarnovo)
Alekovo (Bulgaars: Алеково) is een dorp in Bulgarije. Het dorp valt onder het administratieve bestuur van de gemeente Svisjtov in de oblast Veliko Tarnovo. 

## Geografie
Het dorp Alekovo ligt middenin de Donaudelta, ongeveer 16 tot 17 km ten zuidoosten van de stad Svisjtov. De dichtstbijzijnde dorpen zijn de dorpen Kozlovets (5 km ten noordwesten), Chadzjidimitrovo (5 km ten noordoosten), Pavel (9 km ten oosten), Varzoelitsa (5 km ten zuidoosten) en Aleksandrovo (2 km ten zuidwesten). Het bestuurlijke centrum Veliko Tarnovo ligt op 50 km afstand en de stad Sofia op zo'n 190 km.
In het zuidoosten van het dorp stroomt de rivier de Stoedena, een linker zijrivier van de rivier Jantra. 

## Geschiedenis
In 1934 werd de naam van het dorp veranderd van het vroegere "Akktsjar" naar het huidige "Alekovo", de naam van de beroemde schrijver Aleko Konstantinov.

## Bevolking
De bevolking van het dorp Alekovo bestond in 1934 uit 2.172 mensen. Het inwonersaantal bereikte een maximum in 1956, toen er 2.382 inwoners werden geregistreerd. Daarna is de bevolking vrij snel afgenomen tot 1.145 mensen in 1985, 625 in februari 2011 en 474 personen in december 2020.
Van de 625 inwoners in 2011 reageerden er 598 op de optionele volkstelling. Van deze 598 respondenten identificeerden 474 personen zich als etnische Bulgaren (79,3%), 76 personen als Roma (12,7%), 47 personen als Bulgaarse Turken (7,9%) en 1 persoon was ondefinieerbaar.
| Etnische samenstelling van de respondenten (2011) | Etnische samenstelling van de respondenten (2011) | Etnische samenstelling van de respondenten (2011) | Etnische samenstelling van de respondenten (2011) | Etnische samenstelling van de respondenten (2011) |
| ------------------------------------------------- | ------------------------------------------------- | ------------------------------------------------- | ------------------------------------------------- | ------------------------------------------------- |
|                                                   |                                                   |                                                   |                                                   |                                                   |
| Bulgaren                                          | Bulgaren                                          |                                                   | 79,3%                                             | 79,3%                                             |
| Turken                                            | Turken                                            |                                                   | 7,9%                                              | 7,9%                                              |
| Roma                                              | Roma                                              |                                                   | 12,7%                                             | 12,7%                                             |
| Anders/Onbekend                                   | Anders/Onbekend                                   |                                                   | 0,1%                                              | 0,1%                                              |